# Luivienno Statia
Luivienno 'Lulu' Statia (Dordrecht, 25 april 1997) is een Curaçaos-Nederlands voetballer die bij voorkeur als linksback speelt.

## Carrière
Statia speelde in de jeugdteams van RKSV RCD, EBOH, SC Feyenoord en FC Dordrecht. Hij maakte zijn debuut voor FC Dordrecht op 25 november 2016, in een met 2-1 verloren uitwedstrijd tegen FC Eindhoven. Medio 2018 liep zijn contract bij de Schapenkoppen af. Na een halfjaar zonder club te hebben gezeten sloot hij aan bij Excelsior Maassluis. Sinds 2019 speelt hij voor BVV Barendrecht.

### Statistieken
| Seizoen                      | Club                | Land           | Competitie         | Competitie | Competitie | Beker | Beker | Overig | Overig | Totaal | Totaal |
| Seizoen                      | Club                | Land           | Competitie         | Wed.       | Dlp.       | Wed.  | Dlp.  | Wed.   | Dlp.   | Wed.   | Dlp.   |
| ---------------------------- | ------------------- | -------------- | ------------------ | ---------- | ---------- | ----- | ----- | ------ | ------ | ------ | ------ |
| 2016/17                      | FC Dordrecht        | Nederland      | Eerste divisie     | 10         | 0          | 0     | 0     | –      | –      | 10     | 0      |
| 2017/18                      | FC Dordrecht        | Nederland      | Eerste divisie     | 5          | 0          | 0     | 0     | 0      | 0      | 5      | 0      |
| 2018/19                      | Excelsior Maassluis | Nederland      | Tweede divisie     | 4          | 0          | 0     | 0     | –      | –      | 4      | 0      |
| 2019/20                      | BVV Barendrecht     | Nederland      | Derde divisie zat. | 6          | 0          | 2     | 0     | –      | –      | 8      | 0      |
| Carrièretotaal               | Carrièretotaal      | Carrièretotaal | Carrièretotaal     | 25         | 0          | 2     | 0     | 0      | 0      | 27     | 0      |
| Bijgewerkt op 8 oktober 2019 |                     |                |                    |            |            |       |       |        |        |        |        |